# Sun Zhongshan
Sun Zhongshan é um filme de drama chinês de 1986 dirigido por Ding Yinnan. 
Foi selecionado como representante da China à edição do Oscar 1987, organizada pela Academia de Artes e Ciências Cinematográficas.

## Elenco
- Liu Wenzhi - Sun Yat-sen
- Liu Simin - Huang Xing
- Ma Hongying - Wang Jingwei
- Zhang Yan - Soong Ching-ling
- Wang Yansong - Song Jiaoren
- Zhang Shihui - Chiang Kai-shek
- Xin Jing - Yuan Shikai
- Shen Weiguo - Chen Jiongming